# Joseph Müller (Paläontologe)

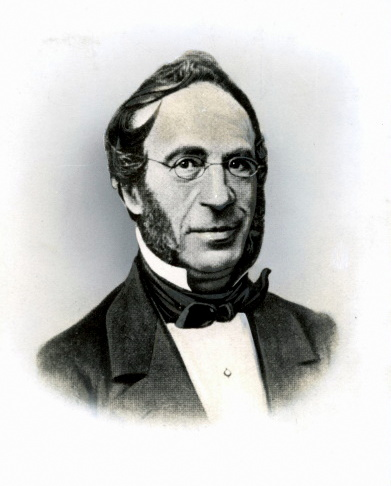
Joseph Müller

Joseph Müller (* 12. November 1802 in Aachen; † 5. August 1872 ebenda) war ein deutscher Gymnasiallehrer und Naturforscher sowie Mundartdichter.

## Leben und Wirken
Der Sohn des Schusters Franz Joseph Müller und der Elisabeth Mertens studierte nach Erlangung seines Abiturs am damaligen Preußischen Gymnasium und späteren Kaiser-Karls-Gymnasium in Aachen an der Universität Bonn die Fächer Alte Sprachen und Naturwissenschaften. Nach Abschluss dieser Studienfächer erhielt Müller an seiner alten Schule zunächst eine Anstellung als Probekandidat, wurde dann im Herbst 1831 offiziell als Gymnasiallehrer übernommen und später zum Oberlehrer befördert. Zwischenzeitlich promovierte er im Jahr 1839 an der Universität Erlangen zum Dr. phil. Am Kaiser-Karls-Gymnasium unterrichtete Müller bis zu seiner Pensionierung im Herbst 1868 Latein, Griechisch, Französisch für die Mittelstufe sowie Deutsch, Zoologie, Botanik Mineralogie und Physik für die Oberstufe.
Müllers Hauptneigung, auch über den Schuldienst hinaus, galt den naturkundlichen Forschungen, besonders auf dem Gebiet der Fossilisationslehre. Hierbei untersuchte er vor allem Versteinerungen im Bereich der Aachener Kreide und fasste seine Erkenntnisse in seinem Hauptwerk, der „Monographie der Petrefacten der Aachener Kreideformation“ in zwei Bänden und einem dritten Supplementband zusammen, welcher vom Naturhistorischen Verein der Rheinlande und Westfalens in Bonn herausgegeben wurde.
Ein weiterer Schwerpunkt seines umfangreichen Schaffens war die Erforschung und der Umgang mit dem Aachener Dialekt. Zusammen mit seinem Studienfreund Wilhelm Weitz verfasste Müller 1836 das Buch „Die Aachener Mundart – Idiotikon nebst einem poetischen Anhange“ und Müller veröffentlichte darüber hinaus noch zahlreiche eigene im Aachener Dialekt gehaltene satirisch humoristische Aufsätze und viele Gelegenheitsgedichte sowie eine Abhandlung über Aachener Sagen und Legenden.
Zusätzlich zu seinen Tätigkeitsfeldern engagierte sich Müller ehrenamtlich in mehreren öffentlichen Ämtern. So war er unter anderem einer der Mitbegründer des Aachener Karlsverein zur Restauration des Aachener Münsters, dessen Vorstand er bis zu seinem Tode angehörte sowie Mitglied des Gemeinderates und langjähriger Sekretär des Marianneninstituts, einer Entbindungsanstalt für arme Wöchnerinnen. Darüber hinaus war er seit 1842 Mitglied im Club Aachener Casino.
Für seine vielfachen Verdienste wurde Joseph Müller 1853 mit dem Roten Adlerorden der IV. Klasse und anlässlich seiner Pensionierung im Jahr 1868 mit dem preußischen Kronenorden der IV. Klasse ausgezeichnet.
Joseph Müller war verheiratet mit Caroline Michaelis (1802–1872), mit der er einen Sohn und eine Tochter bekam. Die Familie Müller fand ihre letzte Ruhestätte auf dem Aachener Ostfriedhof.

## Schriften
Naturwissenschaft
- Prodromus der phanerogamischen Flora von Aachen. Verlag Jacob Anton Mayer, Aachen 1836.
- Monographie der Petrefacten der Aachener Kreideformation. Naturhistorischer Verein der Rheinlande und Westfalens, Henry et Cohen, Band 1, 1847 (Digitalisat); Band 2, 1851 (Digitalisat); Band 3 Supplementheft, 1859.

Mundart
- mit Wilhelm Weitz: Die Aachener Mundart – Idiotikon nebst einem poetischen Anhange. Verlag Jacob Anton Mayer, Aachen 1836 (Digitalisat (DOC-Datei; 1,39 MB))
- Gedichte und Prosa in Aachener Mundart. Kaatzer, Aachen 1853 (Digitalisat (DOC-Datei; 518 kB))
- Aachens Sagen und Legenden. Verlag Jacob Anton Mayer, Aachen 1858. (Nachdruck bei Kirdorf, Lindlar 1979, ISBN 3-922055-02-8) (Digitalisat (DOC-Datei; 1,23 MB), Scan des Originals)
- Osen äreme Bastian : Ein humoristisch-satirischer Schwank Aachener Mundart. Kaatzer, Aachen 1860.